# Phintella assamica
Phintella assamica är en spindelart som beskrevs av Prószynski 1992. Phintella assamica ingår i släktet Phintella och familjen hoppspindlar. Inga underarter finns listade i Catalogue of Life.